# 佩韦勒地区卡佩勒
佩韦勒地区卡佩勒（法語：Cappelle-en-Pévèle，法語發音：[kapɛl ɑ̃ pevɛl]），或或纯音译作卡佩勒昂佩韦勒，是法国上法蘭西大區北部省的一个市镇，属于里尔区。

## 地理
佩韦勒地区卡佩勒（50°30'37"N, 3°10'21"E）面积8.11 平方千米，位于法国上法蘭西大區北部省，该省份为法国最北部的省份及最长的省份，西北濒北海，西接加来海峡省，南至埃纳省和索姆省，东与比利时接壤。
与佩韦勒地区卡佩勒接壤的市镇（或旧市镇、城区）包括：佩韦勒地区唐普勒沃、欧希莱索尔希、贝尔塞、梅里尼、诺曼。

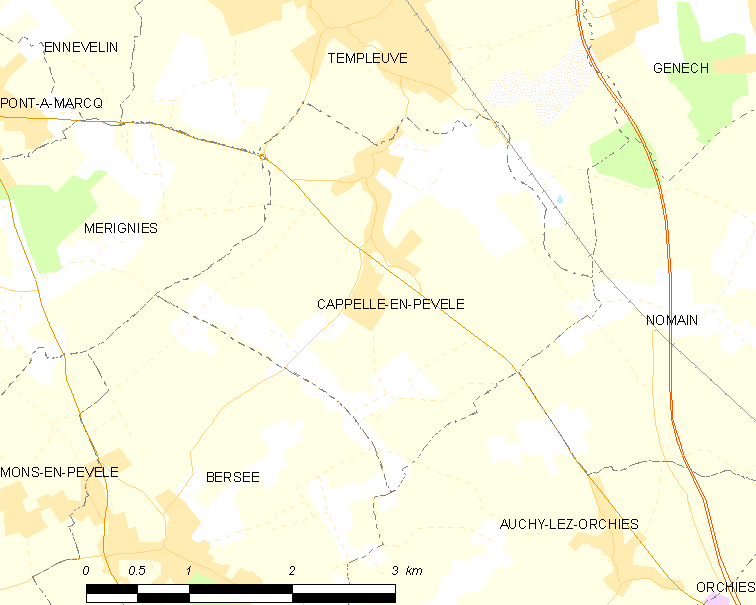
佩韦勒地区卡佩勒的OSM定位图

佩韦勒地区卡佩勒的时区为UTC+01:00、UTC+02:00（夏令时）。

## 行政
佩韦勒地区卡佩勒的邮政编码为59242，INSEE市镇编码为59129。

## 政治
佩韦勒地区卡佩勒所属的省级选区为佩韦勒地区唐普勒沃县。

## 人口

1962-2008年间佩韦勒地区卡佩勒人口变化图示

佩韦勒地区卡佩勒于2022年1月1日时的人口数量为2259人。